# Dryopteris esterhuyseniae
Dryopteris esterhuyseniae är en träjonväxtart som beskrevs av Schelpe och N.C.Anthony. Dryopteris esterhuyseniae ingår i släktet Dryopteris och familjen Dryopteridaceae. Inga underarter finns listade.